# 吉田辰雄
吉田 辰雄（よしだ たつお、1934年8月2日 - 2010年12月10日）は、日本の教育心理学者。東洋大学名誉教授。
東京生まれ。1959年横浜国立大学学芸学部心理学科卒、1970年早稲田大学大学院文学研究科博士課程満期退学、東京都立青鳥養護学校教諭、東洋大学文学部助教授を経て、教授、2004年定年となり、名誉教授。

## 著書
- 『最新教育心理学』文化書房博文社 2004
- 『キャリア教育論 進路指導からキャリア教育へ』文憲堂 2005

### 共編著・監修
- 『児童と青年の臨床発達心理学』平出彦仁共編 垣内出版 1975
- 『臨床教育心理学』平出彦仁共編 垣内出版 1978
- 『学校生徒指導の理論と実践』仙崎武共編著 福村出版 1980
- 『青年期心理学 過渡期の青年心理』仙崎武共編著 福村出版 1980
- 『学校教育心理学』編 福村出版 1981
- 『生徒指導の基礎知識』仙崎武共編 福村出版 1982
- 『学校生徒指導』仙崎武共編著 福村出版 1984
- 『教育評価の理論と実践』編著 福村出版 1985
- 『心身障害児(者)の心理・教育・福祉 精神薄弱児・重度重複児を中心として』原田信一共編著 文化書房博文社 1985
- 『児童期・青年期の心理と生活』編著 日本文化科学社 1990
- 『最近の生徒指導と進路指導 その理論と実践』編著 図書文化社 1992
- 『21世紀に向けた入試改革の動向 どうする入試改革』編著 文化書房博文社 1998
- 『教職入門 教師への道』大森正共編著 図書文化社 1999
- 『介護等体験・教育実習の研究』大森正共編著 文化書房博文社 2000
- 『21世紀の進路指導事典』(編者代表)木村周,竹内登規夫,中野良顕,三宅章介,池場望,城哲也,田村鍾次郎,水戸谷貞夫, 渡部邦雄編　ブレーン出版 2001
- 『最新生徒指導・進路指導論 ガイダンスとキャリア教育の理論と実践』編著 図書文化社教職課程シリーズ　2006
- 『進路指導・キャリア教育の理論と実践』篠翰共著 日本文化科学社 2007
- 『キャリア教育のエッセンス』監修 日本進路指導協会 2009

## 論文
- <吉田辰雄